# Cupido howkowi
Cupido howkowi är en fjärilsart som beskrevs av Tutt 1909. Cupido howkowi ingår i släktet Cupido och familjen juvelvingar. Inga underarter finns listade i Catalogue of Life.